# Feingold-Syndrom
Das Feingold-Syndrom ist eine sehr seltene angeborene Erkrankung mit einer Kombination von Mikrozephalus, Gesichtsauffälligkeiten an Augen und Ohren, Fehlbildungen an Händen und Füßen sowie Speiseröhren- oder Dünndarmfistel, daher auch lateinisch als Okulo-Digito-Ösophago-Duodenal-Syndrom (ODED) bezeichnet.
Synonyme sind: Brunner-Winter-Syndrom; FGLDSF; FS; Fingeranomalien – kurze Lidspalten – Ösophagus- oder Duodenalatresie; MMT; MODED-Syndrom; Mikrozephalie – Intelligenzminderung – Tracheo-Ösophageal-Fistel; Mikrozephalie – Okulo-Digito-Oesophago-duodenal-Syndrom; Mikrozephalie-Fingeranomalien-normale Intelligenz-Syndrom; ODED-Syndrom
Die Bezeichnung bezieht sich auf den Erstautor der Erstbeschreibung aus dem Jahre 1975 durch den US-amerikanischen Humangenetiker Murray Feingold (1930–2015).

## Verbreitung
Die Häufigkeit wird mit unter 1 zu 1.000.000 angegeben, die Vererbung erfolgt autosomal-dominant. Bislang wurden weniger als 100 Patienten beschrieben.

## Ursache
Je nach den der Erkrankung zugrunde liegenden Mutationen werden folgende Formen unterschieden:
- Typ 1, Mutationen am MYCN-Gen im Chromosom 2 Genort p24.3[3][4]
- Typ 2, Mutationen am MIR17HG-Gen im Chromosom 13 q31.3[5][6]

## Klinische Erscheinungen
Klinische Kriterien sind:
- Mikrozephalie mit oder ohne Lernbehinderung (in bis zu 80 %)
- Gesichtsauffälligkeiten: kurze Lidspalten, flacher Nasenrücken mit antevertierten Nasenlöchern, deformierte Ohren, Mikrogenie oder Mikrognathie
- Anomalien der Hände und Füße, an den Händen Brachymesophalangie mit Beugedeformität des Mittelfingers und Klinodaktylie des Zeige- und Kleinfingers als Folge einer Hypoplasie der Mittelphalanx, Daumenhypoplasie; an den Füßen beidseitige Syndaktylie der Zehen II/III und IV/V
- Tracheo-ösophageale Fistel und/oder Fistel am Duodenum in 30 %

selten weitere Fehlbildungen wie Wirbelanomalien oder Analatresie